# Félicien Henry Caignart de Saulcy
Félicien Henry Caignart de Saulcy (ur. 1832, zm. 1912 w Metz) – francuski entomolog. Badał głównie chrząszcze. Szczególnie dużo prac poświęcił entomofaunie jaskiń. Jego kolekcja obejmowała m.in. okazy rodzin Scydmaenidae, Trechinae, Bathysciinae, Liodidae, Staphylinidae, Pselaphidae i Catopidae, zdeponowana została w paryskim Muzeum Historii Naturalnej (Muséum national d'histoire naturelle).

## Prace
- Species des Paussides, Clavigérides, Psélaphides & Scydménides de l'Europe et des pays circonvoisins. Bull. Soc. Hist. Nat. Metz 14: 25-100 (1876)